# Santo Calegari le Jeune
Pour les articles homonymes, voir Calegari, Caligari, Callegari et Santo Calegari.
Santo Calegari, dit le Jeune, né à Brescia en 1722 et mort dans la même ville en 1780, est un sculpteur baroque italien membre d'une éminente famille de sculpteurs brescians actifs de la seconde moitié du XVIIe siècle au début du XIXe siècle. 

## Biographie
Santo Calegari naît en 1722. Il est le fils du sculpteur Antonio Calegari, plus important membre de la famille Calegari. Son père lui apprend les bases de la sculpture. Il devient sculpteur tout comme son frère Luca Giuseppe. 
Il meurt vers 1780.

## Œuvres

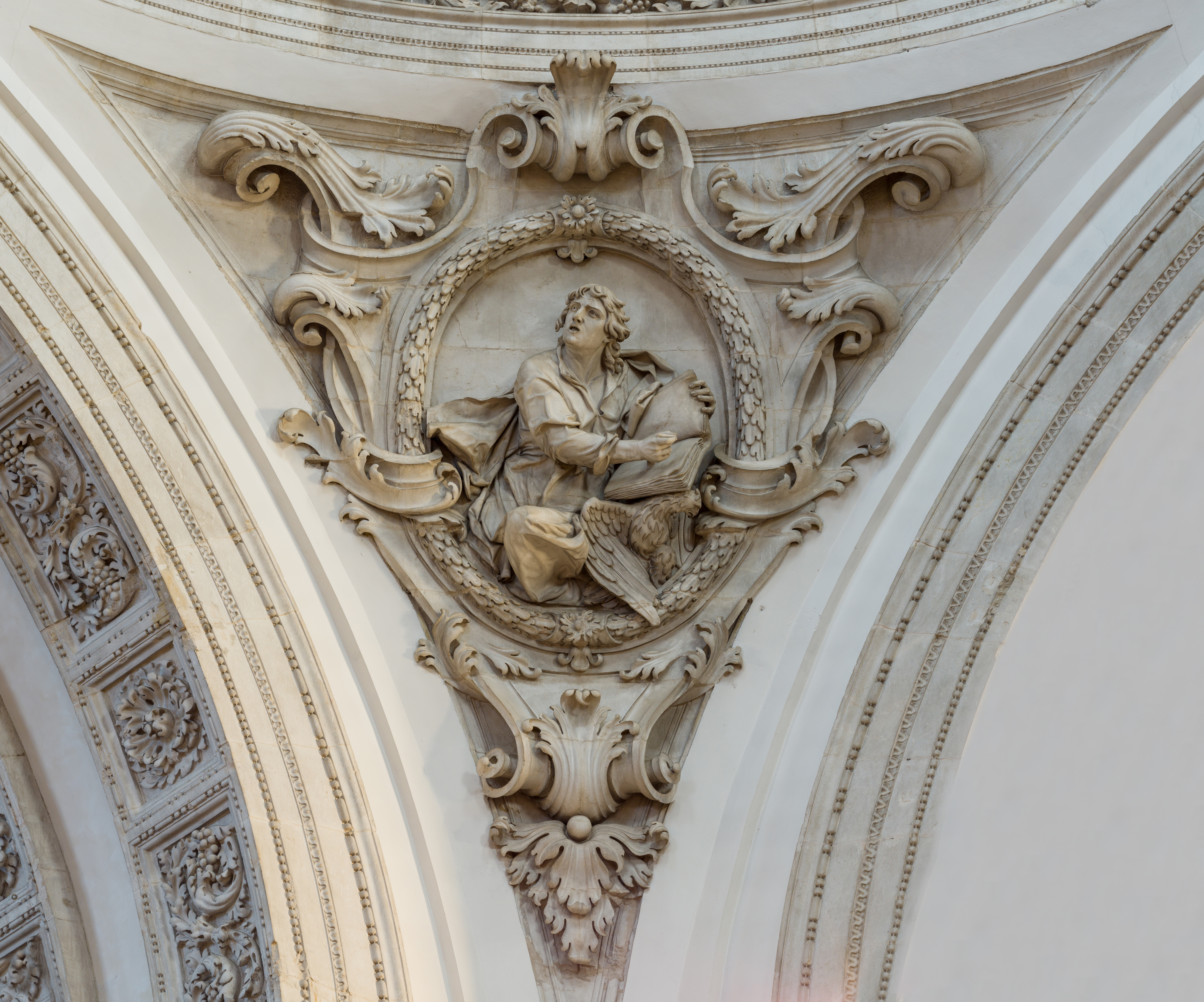
Relief de saint Jean l'Évangéliste, cathédrale de Brescia.

Avec son atelier sont sculptés en 1776 et 1783 les statues de Melchisédech et Élie pour l'autel du saint Sacrement à l'église Santa Maria Assunta de Palazzolo sull'Oglio (it),. De lui-même, il sculpte entre 1775 et 1778 une statue de saint Joseph pour l'église Santa Maria dei Miracoli de Brescia (en). À Manerbio, il réalise avec son frère Luca une statue de saint Paul entre 1778 et 1780 à l'église San Lorenzo Martire (it).
Santo Calegari est notamment chargé de réaliser les reliefs de coin du dôme de la cathédrale de Brescia avec Giovanni Battista Carboni en 1775. Il est censé en réalise deux, celles des saints Jean et Luc, Carboni sculptant celles de Marc et Mathieu. Dû à sa mort, il a seulement réalisé celle de saint Jean entre 1775 et 1777.